# Ludwig von Kielmansegg (1765–1850)

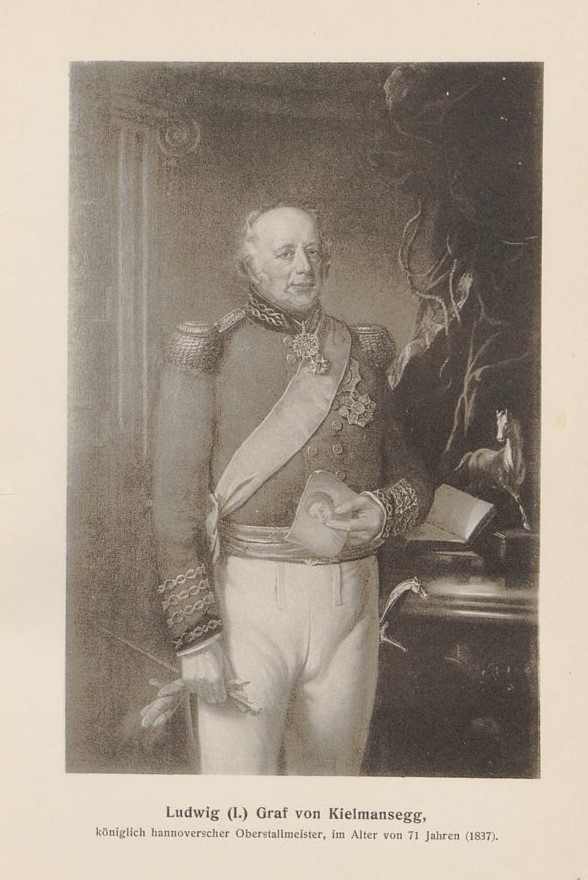
Ludwig Graf von Kielmansegg als hannoverscher Oberstallmeister (1837)

Graf Ludwig Friedrich von Kielmansegg (* 17. Oktober 1765 in Celle; † 29. Juni 1850 in Gülzow) war ein deutscher Befreiungskämpfer und Hofbeamter des Königreichs Hannover.

## Herkunft
Ludwig Friedrich Graf von Kielmansegg war der Sohn des hannoverschen Drostes in Ratzeburg Friedrich Graf von Kielmansegg (1728–1800) und der Charlotte, geb. Freiin von Spörcken. Der spätere Generalleutnant Friedrich von Kielmansegg und der spätere Kriegsminister Ferdinand von Kielmansegg waren seine jüngeren Brüder.

## Leben
Er studierte Rechtswissenschaften und trat in den Justizdienst des Kurfürstentums Hannover ein, wo er 1791 zum Kriegsrat ernannt wurde. Er nahm an den Feldzügen in den Niederlanden 1793–95 unter Feldmarschall Johann Ludwig von Wallmoden-Gimborn teil und heiratete danach dessen zweite Tochter. Die erste Tochter Wallmodens hatte den Reformer und Politiker Heinrich Friedrich Karl vom und zum Stein geheiratet, so dass er mit diesem verschwägert war. 1803 musste er die Konvention von Artlenburg verkünden. Mit der preußischen Besetzung Hannovers 1806 zog er sich in das Privatleben zurück. 1813 reiste er nach England, um die Erlaubnis zu erhalten, Truppen im Kurfürstentum Hannover neu aufzustellen. Er wurde Generalmajor der neuen Hannoverschen Armee mit weitreichenden Vollmachten und arbeitete eng mit seinem Schwager Ludwig von Wallmoden-Gimborn zusammen, der in russischen Diensten stehend das Kommando im Niederelberaum hatte. Nach dem Krieg trat er aus dem militärischen Dienst aus und wurde von 1814 bis 1839 Oberstallmeister des Königreichs Hannover. Wie seine beiden Brüder war er als Freimaurer Meister vom Stuhl der Loge Friedrich zum weissen Pferde in Hannover, seine Amtszeit ging von 1805 bis 1808. Er starb auf seinem Gut Gülzow im Lauenburgischen.

## Familie
Aus der Ehe mit der Gräfin Friederike Eleonore Juliane von Wallmoden (* 12. Juli 1776; † 18. Februar 1826), einer Tochter von Johann Ludwig von Wallmoden-Gimborn, entstammen mehrere Kinder, darunter:
- Charlotte Auguste Luise Wilhelmine (* 21. Mai 1797) ⚭ 1827 Graf Erich von Bernstorff-Güldensteen (* 26. Juli 1791; † 4. Oktober 1837)[2]
- Ludwig Friedrich Georg (* 27. Juli 1798; † 19. Juli 1873) ⚭ Therese Freiin vom und zum Stein (1803–1863), Tochter von Heinrich Friedrich Karl vom und zum Stein
- Eduard (* 15. Februar 1804; † 6. März 1879) ⚭ Juliane von Zesterfleth (1808–1880)
- Alexander Georg August Ferdinand Friedrich (* 8. Februar 1806; † 13. Mai 1849 in Mailand  an den Folgen einer Verwundung in der Schlacht bei Novara (1849)), k.k Oberst

## Auszeichnungen
- Guelphen-Orden, Großkreuz (1815)
- Russischer Orden der Heiligen Anna, 2. Klasse
- Schwertorden, 3. Klasse
- Sachsen-Ernestinischer Hausorden
- Kriegsdenkmünze 1813 (Hannover)